# Rudi Požeg Vancaš
Rudi Požeg Vancaš, slovenski nogometaš, * 15. marec 1994.
Požeg Vancaš je slovenski nogometaš, ki trenutno igra za madžarski Diósgyőri.